# Музей шоколада (Москва)
Музей Шоколада (Москва) (офиц. Музей истории русского шоколада, сокр. «М. И. Р. Шоколада», англ. Museum of Russian Chocolate History) — музей, посвящённый истории шоколада и какао.

## О музее
Московский Музей истории русского шоколада находится на Триумфальной площади, в доме, который ранее занимал кинотеатр Александра Ханжонкова. Открылся в марте 2014 года. До 2014 года существовала выставка «Шоколад&Cacao» на базе Музея современной истории России. На сегодняшний день экспозиция насчитывает более 15 тысяч экспонатов, более 10 тысяч находятся в запасниках музея. Ежегодно музей посещает более 50 000 человек. Экскурсии (по предварительной записи) проводятся на трёх языках: русском, английском, французском.

## Экспозиция
Музейная экспозиция представлена тремя залами общей площадью более шестисот квадратных метров, в рамках которой раскрывается вся история использования человеком какао-бобов, начиная с древних времён.

### Первый зал
Первый зал посвящён истории шоколада, начиная от времён ацтеков, для которых напиток из какао-бобов изрядно приправленный перцем был напитком священным, заканчивая уже современным этапом: здесь и древнейшие сосуды, и наглядные примеры того, что зерна какао-бобов в былые времена фактически приравнивались к денежной единице, и антикварный фарфор, и плакаты XVIII—XIX веков, и продукция уже всем известных современных концернов с мировым именем.

### Второй зал

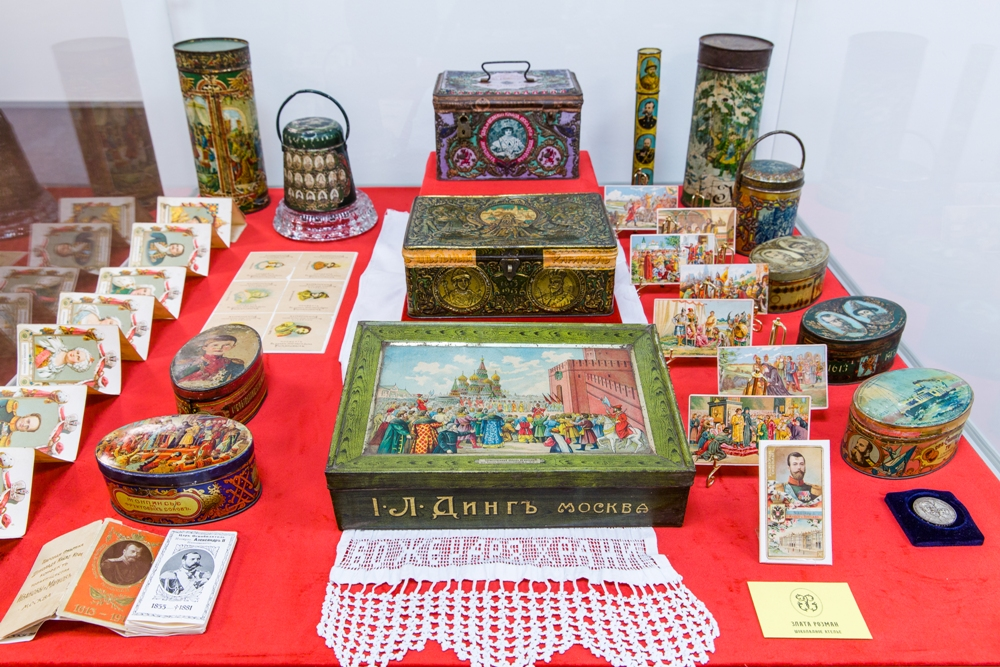
Витрина с дореволюционной упаковкой в Музее истории русского шоколада

До 1917 года Российская Империя была одним из мировых лидеров по производству шоколада. По данным 1914 года только лишь в Москве и Петрограде было 383 кондитерских предприятия, но и во всех крупных губернских городах существовало немало своих производств. Эта экспозиция Музея истории русского шоколада рассказывает о настоящей российской гордости — лучших шоколадных фабриках конца XIX — начала XX века. Коллекция обёрток, коробок, ларцов, представленная в зале, раскрывает немало тайн, о том мире, что оказался утрачен. Исторически сложилось так, что в Империи графический дизайн и разработка упаковки ложилась на плечи лучших художников.
«Самые крупные художники того времени — Бенуа, Васнецов, Зворыкин, Шемякин, Билибин, — все они, помимо основного своего творчества, отметились в создании шоколадной упаковки…» — отмечает основатель музея Евгений Тростенцов.
Одни из самых ценных экспонатов музея — шоколадные яйца Макаронной, Кондитерской и Шоколадной фабрики И.Л. Динга (после 1917 года национализирована, в 1921 году преобразована в Первый Государственный хлебопекарный завод, с 1931 года — Московская макаронная фабрика № 1, а с 1992 года — ОАО «Экстра М»).

### Третий зал
Третий зал рассказывает о советской эпохе в кондитерской индустрии. Здесь можно встретить уже хорошо знакомые названия: «Мишка косолапый», «Алёнка», «Ну-ка, отними», «Белочка», «Кара-Кум», новогодние наборы со сладкими подарками и т. д. Кроме того, этот последний зал рассказывает о творчестве фактически двух главных иллюстраторов советской эпохи Мануиле Андрееве и Леониде Челнокове, хотя первому довелось поработать ещё и до Революции 1917 года.

### Мини-производство
В обязательную программу посещения музея входит также демонстрация создания шоколада, начиная от обжарки какао-бобов до получения финальной плитки. На глазах у посетителей какао-бобы обжариваются, перемалываются, затем полученную крупку слегка нагревают, после чего растопленную какао-массу заливают в формы и дают ей остыть.

### Дегустации
В рамках музейно-выставочной программы всем посетителям предлагается ряд исторических дегустаций (священный напиток древних, шоколад, который любил Дидро, первое пралине, и современный натуральный шоколад).

### Мастер-классы

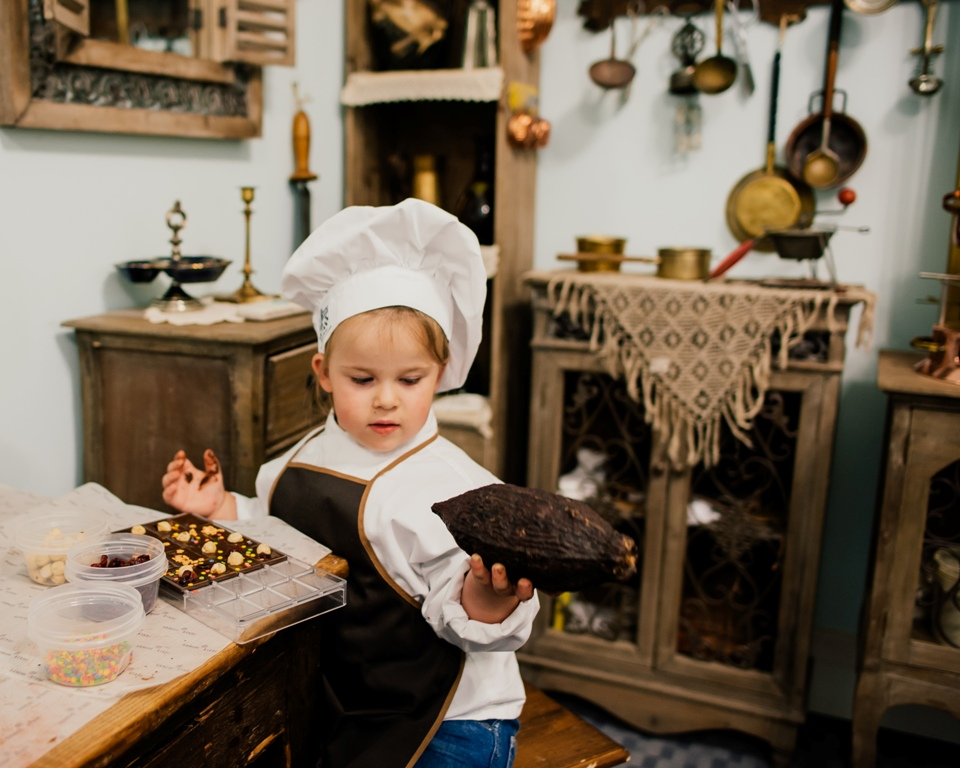
Мастер-классы в Музее истории русского шоколада

Также в программу музея входит мастер-класс по изготовлению шоколадной фигуры или плитки под присмотром шоколатье.

## Международное сообщество
Музей истории русского шоколада в октябре 2014 года принял участие в парижском Salon du Chocolat, в рамках которого была проведена конференция, посвящённая дореволюционным российским производствам. В марте 2015 года музей выступил одним из инициаторов проведения в Москве международного Salon du Chocolat, где, кроме всего прочего, впервые были представлены шоколадные яйца фабрики И. Л. Динга, ныне входящие в основную экспозицию музея.
Проведение Salon du Chocolat, равно как и создание Музея Шоколада — «это составная часть большой программы по возрождению традиций производства российского шоколада, уникальная площадка для обмена опытом между лучшими европейскими мастерами и начинающими шоколатье в нашей стране». Российская история шоколада видела немало примеров успеха. Так в начале XX века именно русские фабриканты на международных выставках занимали лидирующие позиции, поэтому выход Музея шоколада на международные позиции логичный и исторически верный шаг.